# Robin Hund & Hans glada orkester
Robin Hund & Hans glada orkester är en finlandssvensk musikgrupp vars musik riktar sig till barn. Orkestern vann som första finlandssvenska barnorkester ett Emmapris 2018 med albumet "Alla ropar ett hej!", för den bästa barnmusiken i Finland 2017. Orkestern vann ett andra Emmapris år 2020, för albumet ”Ett album för äldre barn (och yngre att tjuvlyssna till!). Robin Hund & Hans glada orkester har givit ut 6 album med musik och ett sagoalbum om deras äventyr. Orkestern består av vokalisten och låtskrivaren Tomas Järvinen (Robin Hund) och gitarristen och bakgrundsvokalisten Henrik Strang (Bob Katt). Orkestern underhåller även på finska, som Robin Rekku & Jekkuorkesteri.